# Manteiga de garrafa

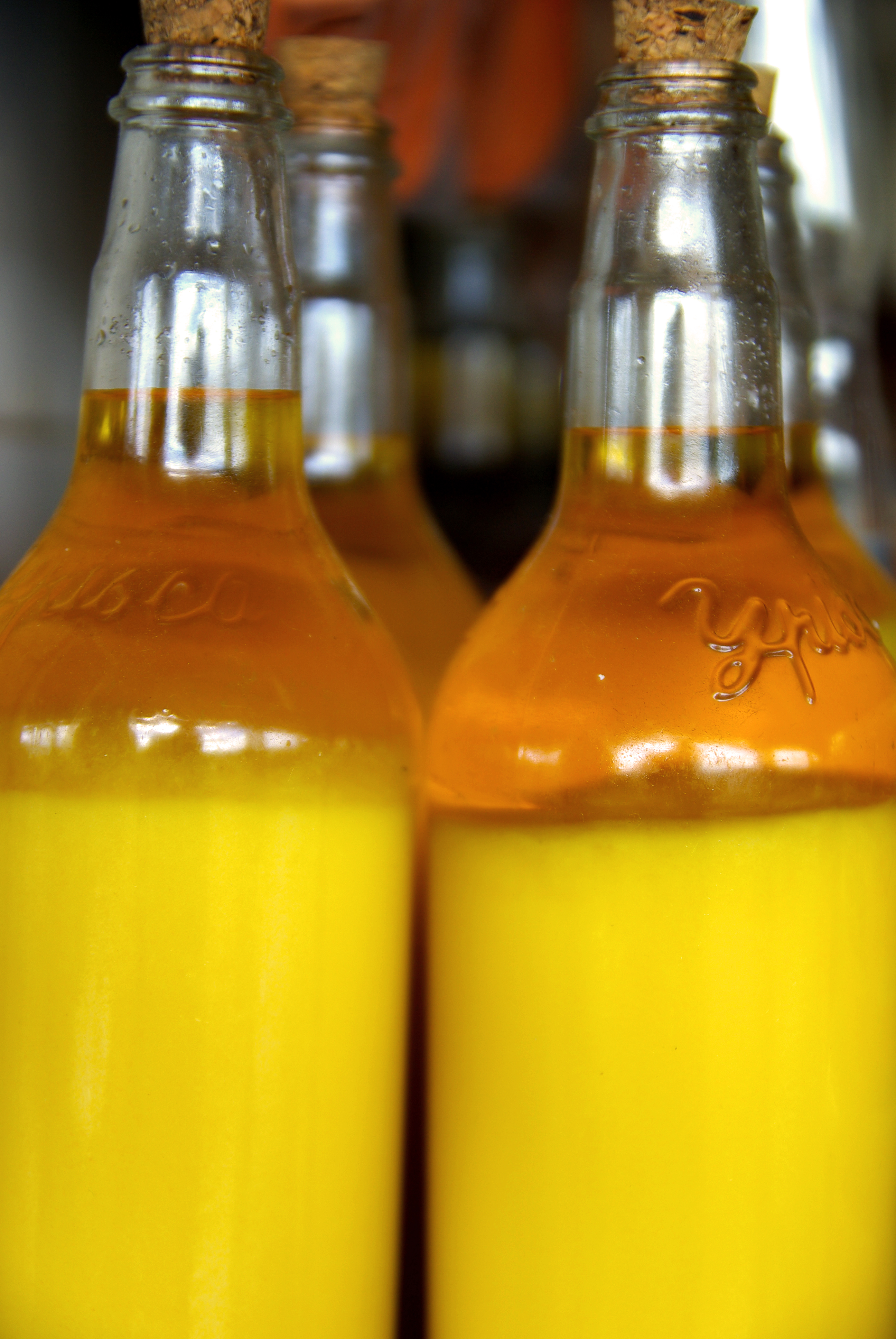
Manteigas de garrafa prontas para a comercialização.

A manteiga da terra, também conhecida como manteiga de garrafa, é um tipo de manteiga que se mantém líquida em temperatura ambiente. Como o próprio nome deixa entender, é comercializada em garrafas de vidro e é um produto típico e muito consumido no Nordeste do Brasil.   Tal laticínio é obtido pelo cozimento do creme de leite bovino até que se evapore toda a água e restem apenas a gordura e as partículas sólidas da nata. Após feita, pode ser consumida em até dois meses. Sua fabricação é em grande parte artesanal, sendo a comercialização predominantemente informal, como em feiras, pequenos pontos de comércio e propriedades rurais.
Apresenta aroma delicado e sabor característico, sendo utilizada como ingrediente de diversos pratos regionais, ou mesmo como um acompanhamento na carne de sol com macaxeira e feijão-verde ou feijão fradinho, no bode na brasa, no baião de dois e no rubacão, compõe um dos ingredientes do famoso Pirão de Leite do Nordeste, também chamado de Pirão de Queijo, por levar queijo coalho na sua composição, além de muitos outros pratos. É também usada na produção do queijo-manteiga.